# Saulchoy-sous-Poix
Saulchoy-sous-Poix è un comune francese di 52 abitanti situato nel dipartimento della Somme nella regione dell'Alta Francia.

## Società

### Evoluzione demografica
Abitanti censiti